# Lavender Woman
Lavender Woman foi um jornal lésbico produzido em Chicago, Illinois, de 1971 a 1976. Foram 26 edições, publicadas irregularmente. Lavender Woman era um jornal colaborativo destinado a expressar as preocupações de muitos na comunidade lésbica e também ser uma saída para essas preocupações. A luta pela inclusão foi importante para a comunidade lésbica como forma de combater seus sentimentos de exclusão do movimento feminista dominante.

## História
Em novembro de 1971, Lavender Woman começou como um segmento do jornal The Feminist Voice, escrito por membros do Women's Caucus of Chicago Gay Alliance. A primeira edição de The Feminist Voice foi publicada em agosto e em apenas quatro meses Lavender Woman tornou-se sua própria publicação. Diferentes mulheres contribuíram para cada edição e, na segunda página de cada, os nomes dos colaboradores foram listados. Permitir que diferentes mulheres contribuíssem para cada edição foi uma forma de incluir muitas vozes lésbicas e trabalhos lésbicos diferentes na revista. A esperança deles era incluir o maior número possível dessas submissões. Lavender Woman referiu-se a esses envios como "pedaços de si mesmos" afirmando que a arte, a escrita, as fotos, etc., sendo compartilhadas eram pessoais para aqueles que escolheram compartilhar suas experiências.

## Relevância
As respostas a Lavender Woman transmitem a relevância das publicações lésbicas durante uma época em que a comunidade lésbica se sentia excluída de muitas facetas diferentes da vida, como o feminismo, suas famílias e a sociedade em geral. No geral, o feedback consistiu em gratidão pela publicação do jornal e por como o jornal ajudou os leitores a se sentirem menos sozinhos em suas vidas.

## Arquivos
Um dos arquivos físicos do periódico Lavender Woman pertencia originalmente à Atlanta Lesbian Feminist Alliance. Quando esse grupo se dissolveu em 1994, foi vendido para a Duke University. A Coleção Joseph A. Labadie da Universidade de Michigan tem um arquivo incompleto de Lavender Woman, tendo todos, exceto cinco, do total de 26 edições. Os arquivos digitais podem ser acessados na Duke Digital Collection e em An Open Access Collection of an Alternative Press, Independent Voices.

## Controvérsia
Quando o grupo Chicago Lesbian Liberation se desvinculou da Lavender Woman, publicou seu próprio boletim de 1973 a 1974. Lavender Woman cancelou o espaço de uma página do Chicago Lesbian Liberation por causa de um cartoon controverso. Em resposta, a Chicago Lesbian Liberation publicou duas edições de The Original Lavender Woman em setembro e outubro de 1974. O resultado foi a primeira divisão significativa na comunidade editorial de periódicos lésbicos.